# SimAnt
A SimAnt a Maxis 1991-es életszimulációs videójátéka, a cég harmadik terméke, amely a hangyákra összpontosít. Tervezője Will Wright volt. 1992-ben a Software Publishers Association Codie díjátadón a "Legjobb szimulációs játék" címet kapta. 1993-ban a SimAntot a SimCity Classic és a SimLife mellett újra kiadták a SimClassics Volume 1 válogatás részeként PC-re, Macintosh ra és Amigára. 1996-ban a SimAntot a Maxis több szimulációs játékával együtt újra kiadták a Maxis Collector Series néven, nagyobb kompatibilitással a Windows 95-tel és eltérő dobozképekkel, beleértve a cím alatti Classics feliratot is.

## Játékmenet
A játék egy hangyakolóniát szimulál. Wrightot E. O. Wilson hangyakolóniákról szóló tanulmánya inspirálta. A játék három játékmódból áll: Gyors játék, Teljes játék és Kísérleti játék. A játék IBM PC-re, Amigára, Macintoshra és Super NES-re jelent meg. A Super NES verzió nyolc forgatókönyvvel bővült, ahol a cél mindegyikben az ellenséges vörös hangyák kiirtása különböző helyszíneken, különböző veszélyekkel.
A SimAntban a játékos egy hangya szerepét játssza egy fekete hangyakolóniában, egy külvárosi ház hátsó udvarán. A hangyakolóniának az ellenséges vörös hangyákkal kell megküzdenie. A végső cél az, hogy elterjedjen a kertben, a házban, és végül elűzze a vörös hangyákat és az emberi tulajdonosokat. Ebben a tekintetben a SimAnt különbözött a többi "Sim"-játéktól, amelyek nyílt végűek voltak, és nem voltak győzelmi feltételek.
A gyorsjátékban a játékos egy fekete hangyakolóniát hoz létre egy kis kertrészen, amelyet felülről lefelé néző perspektívában mutatunk be. A számítógépes ellenfél egy konkurens vörös hangyakolóniát hoz létre ugyanezen a területen. A földalatti hangyakolóniák oldalnézetben vannak ábrázolva. A játékos egyszerre egyetlen hangya felett rendelkezik közvetlen irányítással, amelyet sárga színnel jelöl, és bármikor átválthat egy másik hangyára, ha vagy duplán kattint a kívánt hangyára, vagy a sárga hangya menüből kiválasztja a Csere menüpontot, és rákattint. A játékos sárga hangyája befolyásolhatja a többi fekete hangya viselkedését azáltal, hogy feromonnyomokat hagy a célpontokhoz, például az élelemhez és az ellenséges hangyakolóniákhoz, és korlátozott módon irányíthatja a többi hangyát (például utasíthatja, hogy bizonyos számú hangya kövesse őt). A sárga hangya új alagutakat is áshat a föld alatt, és bővítheti a fekete kolónia hálózatát. A gyors játékot akkor nyerjük meg, ha az említett foltban lévő piros  kolóniát legyőzzük.
A játékos sárga hangyája felvehet élelmet és kavicsokat, részt vehet trofallaxisban (baráti hangyáktól felöklendezett élelmet kapva), és megtámadhatja az ellenséges hangyákat. A hangyák csoportjai (vagy a sárga hangya az újoncaival együtt) megtámadhatják és megölhetik a nagyobb ellenségeket, például a pókokat, hernyókat és hangyabolyokat. A természetes veszélyek közé tartoznak az emberi lépések, a konnektorok, a poloskaspray, a pókok, a hangyabolyok, a fűnyírók és az eső, amely elmossa a feromonnyomokat, és eláraszthatja a hangyafészkek alját.
A Teljes játékban a játékos egy hangyakolóniával kezd, felülnézetben, hasonlóan a Gyorsjátékhoz. Ennek a felülnézetnek a régiója egy térkép egyetlen négyzete, amely egy udvart és egy házat tartalmaz. A játékos más területekre is terjeszkedik azáltal, hogy fiatal királynőket és hernyókat hoz létre, hogy azok párosodjanak egymással. A teljes játék elveszett, ha a fekete kolóniákat kiirtották, és megnyerték, ha a piros kolóniákat kiirtották és az embereket kiűzték a házból.
A Kísérleti játék hasonló a Gyors játékhoz, azzal a különbséggel, hogy a játékos a vörös hangyákat és pókokat is irányíthatja, és hozzáférhet egy sor kísérleti eszközhöz. Ezek az eszközök lehetővé teszik a játékos számára, hogy feromonnyomokat, labirintusfalakat, köveket, hangyákat, rovarirtókat és élelmet helyezzen el.
A dobozos játékhoz egy alaposan kidolgozott használati útmutató is tartozik, amely nemcsak a játékmechanikát ismerteti, hanem számos információt tartalmaz a hangyákkal és a hangyatársadalmakkal kapcsolatban is.

## Lásd még
- Hangyafarm